# Fernando Alarcón (músico)
Fernando José Alarcón Pérez (Caracas, Venezuela, 21 de junio de 1958 - id, 14 de febrero de 2010) fue un cantante, compositor, músico y actor venezolano.

## Biografía
Fernando Alarcón se inicia de manera autodidacta en el estudio del piano desde los 7 años para luego complementarla de manera formal en la "Academia Padre Sojo de Chacao", Venezuela, en donde tuvo la oportunidad de recibir clases del propio Gerry Weill. Ocho años después, cuando apenas rondaba los 15 años, conforma y dirige el Grupo Fango, que vendría a ser su primera agrupación musical interpretando canciones del género rock.
En la década de los 70, con el boom de la salsa que se vivía, se incorpora la instrumentación latina, comienza a incursionar en este género y con ello surge su segunda y nueva agrupación con el nombre Sabor Latino. Sin apartarse de la música, mientras llevaba su carrera de arquitecto, cerca de los años 80 trabajó como pianista en la obra de teatro "Hola Publico" de Levy Rossel, y con el Grupo Tinajas, teniendo como experiencia más relevante alternar con Gloria Gaynor en el Poliedro de Caracas.
Posteriormente, de la mano del percusionista Efraín Bolívar funda el Sexteto Yoruba y además participa como integrante de la agrupación Kimbiza, dedicada a complacer a los melómanos del bolero junto con Felipe (Mandingo) Rengifo y Jairo Zuleta, acompañando a célebres cantantes como Elizabeth Quintanales, Dalila Colombo y Estelita del Llano.
Desarrolla sus habilidades como arreglista en los musicales de RCTV, junto a Hugo Carregal, José Manuel Arria y Jorge Spiteri, lo que le permitió compartir con artistas notables como Simón Díaz, Ilan Chester, Oscar de León, Serenata Guayanesa, Reynaldo Armas, Tito Puente, Chucho Avellanet, Armando Manzanero, Vicky Carr , entre otros.
A mediados de los 90, pasa a ser director musical de Guillermo Dávila por un período de tres años, y no es sino hasta finales de esa misma década, cuando funda su propia orquesta y se dedica a interpretar temas de su propia autoría, cristalizando así su primera producción discográfica titulada Amor de estrellas (2003).
Para el año 2009 lanza su último CD con el título Once de Octubre, el cual hace referencia a su primera composición musical. El álbum contiene temas de su autoría abordando variados géneros latinos desde la balada hasta la tradicional salsa, sin dejar de abordar el bolero, el merengue dominicano, el bosanova, la cumbia y hasta el tradicional valls criollo de Venezuela. Para su lanzamiento contó con la presencia del arreglista y músico Alberto Naranjo, José Alfonso Quiñones. Además vale la pena destacar que los arreglos musicales del disco estuvieron a cargo de Alberto Naranjo, Alberto Crespo, Benjamín Brea, El Goyo Reyna y del propio Fernando Alarcón.

## Discografía
- 2003 - Amor de Estrellas -Independiente
- 2009 - Once de Octubre - Independiente